# Tribute (Bunny Wailer)
Tribute è un album di Bunny Wailer, pubblicato dalla Salomonic Records nel 1981. Il disco (un tributo appunto come indica il titolo, all'amico-collega Bob Marley, appena scomparso) fu registrato nel 1980 e 1981 negli studi Harry J's Recording Studio ed al Dynamics Sounds Recording Studios di Kingston, Jamaica.

## Tracce
Lato A
1. Soul Rebel – 4:27 (Bob Marley)
2. I Shot the Sheriff – 4:05 (Bob Marley)
3. Crazy Bald Head – 4:05 (Rita Marley, Vincent Ford)
4. Time Will Tell – 3:43 (Bob Marley)

Lato B
1. War – 4:06 (Allen Cole, Carlton Barrett)
2. Slave Driver – 4:05 (Bob Marley)
3. Redemption Song – 3:29 (Bob Marley)
4. No Woman No Cry – 5:08 (Vincent Ford)

## Musicisti
- Bunny Wailer - voce, percussioni
- Rad Bryan - chitarra
- Eric Lamont - chitarra
- Dwight Pinkney - chitarra
- Sowell (Noel Bailey) - chitarra
- Keith Sterling - tastiere
- Steelie Johnson - tastiere
- Dean Fraser - strumenti a fiato
- Ronald Nambo Robinson - strumenti a fiato
- Headley Bennett - strumenti a fiato
- Robbie Shakepeare - basso
- Errol Flabba Holt - basso
- Sly Dunbar - batteria
- Lincoln Style Scott - batteria
- Uziah Sticky Thompson - percussioni